# Oneirodes bulbosus
Oneirodes bulbosus is een straalvinnige vissensoort uit de familie van armvinnigen (Oneirodidae). De wetenschappelijke naam van de soort is voor het eerst geldig gepubliceerd in 1939 door Chapman.